# Huapango, Delstaten Mexiko
Huapango är en ort i Mexiko.   Den ligger i kommunen Timilpan och delstaten Mexiko, i den sydöstra delen av landet, 80 km nordväst om huvudstaden Mexico City. Huapango ligger 2 666 meter över havet och antalet invånare är 505.
Terrängen runt Huapango är en högslätt. Runt Huapango är det ganska tätbefolkat, med 80 invånare per kvadratkilometer. Närmaste större samhälle är San Andrés Timilpan, 12,1 km söder om Huapango. Trakten runt Huapango består till största delen av jordbruksmark.